# والتر بيكر
والتر بيكر (بالإنجليزية: Walter Becker)‏‏ (20 فبراير 1950 - 3 سبتمبر 2017)، كان ملحن وكاتب غنائي وموسيقي ومنتج أسطوانات أمريكي بدأ مسيرته الفنية عام 1969. وهو متخصص في العزف على الغيتار، كما أسس فرقة ستيلي دان الموسيقية مع المغني دونالد فاجين، وحققت هذه الفرقة شهرة واسعة في سبعينات القرن العشرين. بعد عشرة سنوات تم تجميد عمل الفرقة وانتقل بيكر إلى هاواي، وقلص نشاطه الفني بشكل كبير. لينظم من جديد سنة 1985 إلى فرقة "China Crisis". حصل بيكر برفقة صديقه فاجين على جائزة غرامي سنة 2000 بألبوم مشترك.
فارق المغني الشهير، عازف الإيتار المؤسس المشارك لفريق "Steely Dan "، والتر بيكر Walter Becker الحياة يوم السبت 3 أيلول/سبتمبر عن 67 عامًا.

## وصلات خارجية
- والتر بيكر على موقع IMDb (الإنجليزية)
- والتر بيكر على موقع الموسوعة البريطانية (الإنجليزية)
- والتر بيكر على موقع ميوزك برينز (الإنجليزية)
- والتر بيكر على موقع إن إن دي بي (الإنجليزية)
- والتر بيكر على موقع أول ميوزيك (الإنجليزية)
- والتر بيكر على موقع ديسكوغز (الإنجليزية)
- والتر بيكر على موقع قاعدة بيانات الفيلم (الإنجليزية)
- الموقع الرسمي